# Manuel Gas Cabré
Manuel Gas Cabré (Barcelona, 1940 - Barcelona, 17 d'octubre del 2009), Manolo Gas, fou un director musical, compositor, arranjador, productor i pianista català, considerat "un dels solistes de jazz més interessants del panorama espanyol".

## Biografia
Fou fill del cantant líric Manuel Gas Salvador i de la ballarina de ballet líric Anna Cabré i Esteve, i germà del polifacètic Mario Gas. Estudià al Conservatori Superior de Música de Barcelona amb els mestres Joan Gibert (piano), Joaquim Zamacois (harmonia i composició) i Joan Massià (música de cambra).
A la dècada del 1960 canvià una primera vocació de pianista clàssic per passar-se al camp del jazz, i compartí escenaris amb els grans músics Gerry Mulligan, Stéphane Grappelli, Bill Coleman i Guy Lafitte, entre d'altres. La llarga època en què fou acompanyant del també pianista Tete Montoliu feu que es passés a l'orgue electrònic i, durant dos anys (1966-1967), tocà els teclats al Latin Combo, amb Manolo Bolao (guitarra), Ricard Roda (saxo, clarinet i flauta) i Jordi Coll (bateria).
El 1968 s'establí a Madrid, on treballà de músic de sessió en un gran nombre d'enregistraments, i participà en els inicis de la fusió del flamenc i el jazz amb Pedro Iturralde. El 1969 va fer de músic d'acompanyament
en la gira per la Unió Soviètica del cantant valencià "Michel". Va ser director musical de cantants d'anomenada, entre els quals Rocío Jurado (a qui al llarg de setze anys acompanyà en concerts i altres actuacions), Nino Bravo, Lola Flores, Jeanette, Víctor Manuel, Marisol i Miguel Ríos. Als anys 70 exercí de solista tocant èxits de la música pop i fent versions dels grups Santana, Los Diablos, els Bee Gees i els Beatles, l'Spencer Davies Group i The Archies; i a aquesta dècada també enregistrà en discos un important nombre de recopilacions comercials d'èxits del moment, especialment amb la Tinto Band Bang. A la dècada del 1980 també estigué present en la fundació de la Topolino Radio Orquesta i la dirigí musicalment quan aquesta va ser creada com a formació de "revival".
A partir de l'any 1989, va portar la direcció musical d'importants espectacles de teatre: Frank V, de Friedrich Dürrenmatt i Paul Burkhard (al Teatro María Guerrero, 1989); Golfus de Roma (Festival de Teatre de Mérida, 1993) i Sweeney Todd (Teatre Poliorama, 1995 i Teatro Español, 2009), ambdues de Stephen Sondheim; Guys and dolls, de Frank Loesser (Teatre Nacional de Catalunya, 1998); Brecht X Brecht, (Teatro Albéniz, 1998); T'estimo, ets perfecte...ja et canviaré, de Joe Dipietro i Jimmy Roberts (Teatre Poliorama, 1999); A Little Night Music, de Stephen Sondheim (Festival Grec, 2000); La Mare Coratge i els seus fills, de Bertolt Brecht i Paul Dessau (Teatre Nacional de Catalunya, 2001); The Full Monty, de Terrence McNally i David Yazbek (Teatre Novedades, 2001); Ascenso y caída en la ciudad de Mahagonny, de Kurt Weill i Bertolt Brecht (Naves del Español, a Matadero Madrid, 2007). Amb el seu germà Mario va reposar al Teatro Español l'òpera La eterna canción, i les sarsueles Adiós a la bohemia i Black el payaso, en reivindicació de la figura del compositor Pablo Sorozábal, tan vinculat al pare del germans Gas Cabré. El vessament cerebral que acabaria amb la vida de Manuel Gas es produí quan el músic portava la direcció musical, i interpretava en directe al piano, l'obra Groucho me enseñó su camiseta, amb lletres de cançons que mostraven la faceta més poètica del seu amic Manuel Vázquez Montalbán (Teatro Español, 2009).
Per la direcció musical de Sweeney Todd, considerat "por muchos especialistas como el mejor musical realizado en España", Manuel Gas obtingué el Premi de la crítica del 1995; i, en ser reposada la producció a Madrid, els premis Max i Gran Vía, novament per la direcció musical (2009). Sempre en la direcció musical, Ascenso y caída de la ciudad de Mahagonny guanyà el premi Gran Vía del 2008 i, a més del premi del 2010 per Sweeney Todd, Gas guanyà dos premis Max més: el de l'any 1999, per Guys and Dolls, i el del 2008, per Ascenso y caída de la ciudad de Mahagonny.
En la faceta de compositor, per bé que fonamentament fou arranjador de peces d'altri, Gas compongué peces de música lleugera (Avanza; Bar; Cena para dos; Chocolate; Cinturones; Colonia; Concierto de adiós; David; Flor bella; Fusión; Gélido; Juegos peligrosos; King Kong; Licor; Mar; Me siento bién; Niños grandes; Playas españolas; Ropa suave; Salvamento; Si tu hijo tiene talento; Sirena; Soldado; Solo para ti; Un mundo al revés; Un vuelo cada hora; Volar...), sovint amb lletres de Carlos Toro o José Egea.

## Enregistraments

### Pel·lícules[11]
- Docampo Feijoo, Beda (direcció); Gas, Manuel (interpretació al piano). El marido perfecto, 1993.
- Iglesias Vega, Manuel (director); Gas, Manuel (arranjament musical i interpretació al piano). Deseo carnal, 1978.
- Arnau, Joan (director); Gas, Manuel (compositor). Consumo de felicidad, 1968. Amb guió de Maria Aurèlia Capmany, Vicent Lluch i del director Joan Arnau
- García Sánchez, José Luís (director); Gas, Manuel (música). La Marcha Verde.  Madrid: Warner Bros, 2002.